# Фабіан Цема (воєвода)
Фабіан Цема (*Fabian Czema, 1539/1540 —22 серпня 1605) — державний діяч, урядник, дипломат Речі Посполитої.

## Життєпис
Походив зі спольщеного німецького шляхетського роду Цем власного гербу Цемен. Син Ахаці Цеми, мальборкського воєводи, та Гелен Меклінгенраде. Народився 1539 або 1540 року. Виховувався у лютеранстві. Навчався в Краківському університеті. 1557 року поступив до Віттенберзького університету. Потім перебував при імператорському дворі Фердинанда I і Максиміліана I. 
1565 року отримав староство штумське. 1572 року сеймик Королівської Пруссії виступив за передачу староства кішпорське Фабіану Цемі. 1576 року отримав від імператора Максиміліана II титул барона. 1578 року входив до комісії щодо перегляду прав прусськогом іста Крістбург. У 1581 році стає воєводою мальборкським, «успадкувавши» цю посаду від свого стрийка Фабіана Цеми Старшого.
У 1599 році брав участь від Королівської Пруссії в утворенні Віленської конфедерації, де протестанти і православні поєдналися у захисті своїх релігійних прав проти католицтва. Помер у 1605 році.

## Родина
Дружина — Катерина Регина Пісенська
Діти:
- Фабіан, каштелян хелмінський
- Катерина, дружина: 1) Миколи Остроруга, белзького каштеляна; 2) Йоганна фон Фаренсбаха, каштеляна Волмара